# 암논

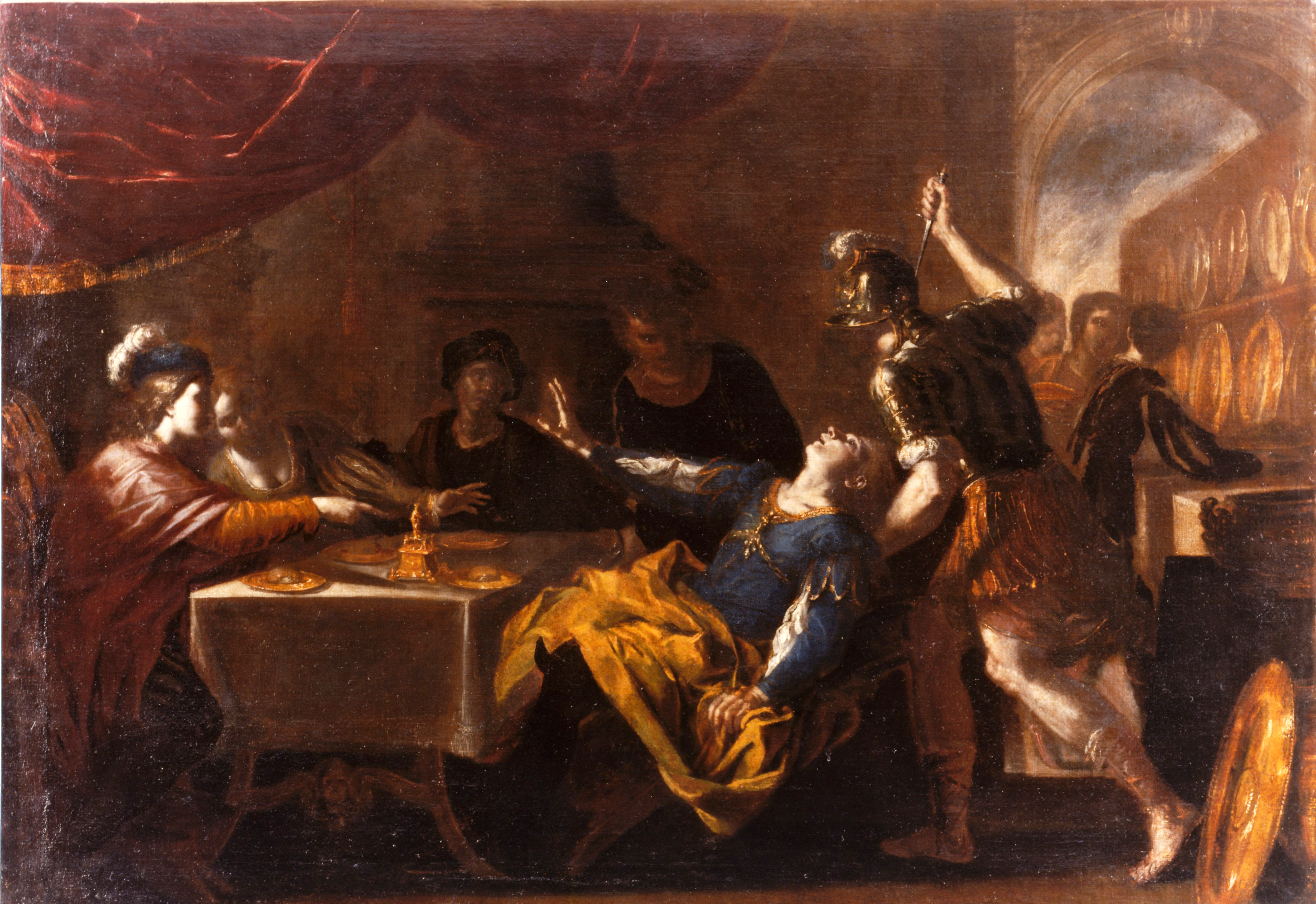
암논의 암살, 니콜 드 시몬의 작

암논(Amnon, 히브리어: אַמְנוֹן)은 구약성서에 나오는 연합 이스라엘 왕국의 2대 왕 다윗의 아들이다. 이복동생 다말을 계획 강간하는 죄를 저지른 후 훗날 다말의 친오빠인 이복동생 압살롬에게 살해당했다.
구약성경 사무엘 하에 따르면 암논은 다윗이 헤브론에 있던 때 이스르엘 출신 여자 아히노암에게서 난 아들이자 장남이라고 기록하고 있다. 이후 암논은  압살롬의 누이 다말을 강간하는 일을 벌였고 이로 인해 압살롬의 철저하고 조용한 원한을 사게 된다.
동생 다말이 겪은 이전의 일을 잊지 않았던 압살롬이 2년 후 주최한 연회에 참석했다가 압살롬의 부하들에게 암살당했다.